# Rhinoleucophenga gigantea
Rhinoleucophenga gigantea är en tvåvingeart som först beskrevs av Thomson 1869.  Rhinoleucophenga gigantea ingår i släktet Rhinoleucophenga och familjen daggflugor. Inga underarter finns listade i Catalogue of Life.